# 野中卓也
野中 卓也（のなか たくや、1967年 - ）は、日本のアニメ演出家・監督、アニメーター。東京都出身。ufotable所属、ufotable徳島スタジオ統括。

## 人物
東京都出身の神奈川県横浜市育ち。中学時代に『銀河鉄道999』や『ルパン三世 カリオストロの城』を見てアニメ作品に興味を持ち、高校時代に作画好きの友人と出会ったことでアニメーターを志す。高校時代は所属していた美術部で自主製作アニメを制作していた。代々木アニメーション学院卒業後、スタジオウォンバットに動画マンとして入社。その後、AICを経て1999年に東京都北池袋の古いマンションに近藤光をはじめとしたメンバーと集まりufotableの立ち上げに関わる。2009年より新たに開設された ufotable徳島スタジオに移動。統括として若手中心のスタジオをまとめている。
小船井充、中村豊、藤咲淳一は代々木アニメーション学院時代の同期であり同クラス。
元は演出家志望であったが、演出家のなり方について知らなかった野中は、作画マンから演出家を目指す。その後、原画、演出の経験を経て『花右京メイド隊 La Verite』にて監督デビュー。ufotable徳島スタジオに移動後は、統括兼演出部のチーフとして徳島スタジオ担当の話数の演出を多く担当している。演出担当の際には、どのカットを徳島スタジオのどのスタッフに担当してもらうかを考えながら手掛けることが多い。

## 参加作品

### テレビアニメ
1995年
- 天地無用! - 原画、動画チェック
- 神秘の世界エルハザード（1995年 - 1996年） - 原画

1996年
- 魔法少女プリティサミー（1996年 - 1997年） - 原画

1997年
- 吸血姫美夕（1997年 - 1998年） - 原画
- バトルアスリーテス大運動会（1997年 - 1998年） - 演出補佐、演出助手、原画

1998年
- ロードス島戦記-英雄騎士伝- - 演出
- Night Walker -真夜中の探偵- - 演出、原画
- マスターキートン（1998年 - 1999年） - 原画
- 快傑蒸気探偵団（1998年 - 1999年） - 原画

1999年
- 課長王子 - 演出
- デュアル!ぱられルンルン物語 - 演出、原画
- トラブルチョコレート（1999年 - 2000年） - 原画
- 臣士魔法劇場 リスキー☆セフティ（1999年 - 2000年） - 原画

2000年
- ブギーポップは笑わない Boogiepop Phantom - 原画
- ヴァンドレッド - 原画

2001年
- 破邪巨星Gダンガイオー - 演出
- 花右京メイド隊 - 絵コンテ、演出
- ヒカルの碁（2001年 - 2003年） - 絵コンテ・演出

2002年
- おねがい☆ティーチャー - 絵コンテ、演出

2003年
- おねがい☆ツインズ - 絵コンテ・演出
- 住めば都のコスモス荘 すっとこ大戦ドッコイダー - シリーズディレクター、絵コンテ、演出、原画

2004年
- 花右京メイド隊 La Verite - 監督、絵コンテ、演出、原画
- ニニンがシノブ伝 - 演出、原画
- DearS - 原画

2005年
- フタコイ オルタナティブ - 絵コンテ、原画

2006年
- コヨーテ ラグタイムショー - 監督、絵コンテ、演出

2007年
- がくえんゆーとぴあ まなびストレート! - 原画

2011年
- Fate/Zero（2011年 - 2012年） - 絵コンテ、演出、演出補佐

2014年
- Fate/stay night [Unlimited Blade Works]（2014年 - 2015年） - 絵コンテ、演出

2015年
- GOD EATER - 演出

2016年
- テイルズ オブ ゼスティリア ザ クロス（2016年 - 2017年） - 絵コンテ、演出、第2原画

2017年
- 活撃 刀剣乱舞 - 演出
- 衛宮さんちの今日のごはん（2017年 - 2018年） - 絵コンテ、原画

2019年
- 鬼滅の刃 - 絵コンテ、演出、原画、第二原画

2021年
- 鬼滅の刃 遊郭編（2021年 - 2022年） - 絵コンテ、演出、第二原画

### 劇場アニメ
1997年
- 新世紀エヴァンゲリオン劇場版 Air/まごころを、君に - 原画

2000年
- 劇場版　ああっ女神さまっ - 原画

2007年
- 空の境界 殺人考察(前) - 監督、原画

2008年
- 空の境界 痛覚残留 - 第2原画

2009年
- 空の境界 殺人考察（後） - 監督（近藤光、あおきえい、小船井充、平尾隆之と共同）、絵コンテ・演出（共同）

2010年
- 空の境界 終章 - 演出

2013年
- 空の境界 未来福音 - 演出協力

2017年
- Fate/stay night [Heaven's Feel] 第一章 presage flower - 第二原画

2018年
- Fate/stay night [Heaven's Feel] 第二章 lost butterfly - 演出、原画

2020年
- Fate/stay night [Heaven's Feel] 第三章 spring song - 演出

### OVA
- 機動警察パトレイバー（1988年） - 動画
- 暗黒神話（1990年） - 動画
- 魔法少女プリティサミー（1995年 - 1997年） - 動画
- ARMITAGEIII（1995年） - 原画、動画チェック
- 神秘の世界エルハザード（1995年 - 1996年） - 原画、動画
- Ninja者（1996年） - 原画
- みのりスクランブル!（2012年） - 監督、絵コンテ・演出

### ゲーム
2013年
- サモンナイト5 - オープニング監督、絵コンテ・演出

2021年
- テイルズ オブ アライズ - 第二原画